# Rybníky (Morávia do Sul)
Rybníky é uma comuna checa localizada na região de Morávia do Sul, distrito de Znojmo.